# Fastjet
Fastjet is een luchtvaartmaatschappij opgericht door Stelios Haji-Ioannou, bekend door zijn oprichting van easyJet.

## Bestemmingen
In september 2014 zijn de bestemmingen van Fastjet:
|  | Hub             |
|  | Toekomst        |
|  | Opgeheven route |

## Vloot
In maart 2015 bestaat de vloot van Fastjet uit de volgende toestellen: